# Tengréla
Tengréla es un departamento de la región de Bagoué, Costa de Marfil. En mayo de 2014 tenía una población censada de 118 405 habitantes.
Se encuentra ubicado al norte del país, cerca del río Bagoé y de la frontera con Malí.